# Phyllonorycter bartolomella
Phyllonorycter bartolomella is een vlinder uit de familie mineermotten (Gracillariidae). De wetenschappelijke naam is voor het eerst geldig gepubliceerd in 1968 door Deschka.
De soort komt voor in Europa.